# F-Zero
F-Zero (エフゼロ Efu Zero?) es una saga de videojuegos de carreras futuristas creada por Nintendo y producida por Shigeru Miyamoto.
La saga es conocida por sus carreras de alta velocidad, sus singulares personajes y naves, la dificultad de juego y su acabado gráfico. F-Zero fue el primero de su clase, y más tarde fue imitado por infinidad de juegos del mismo estilo.
La saga consta actualmente de seis juegos que han aparecido en las consolas Super Nintendo, Nintendo 64, Game Cube, y la portátil Game Boy Advance, además de tres expansiones, un juego arcade y un battle royale online en Nintendo Switch.

## Historia comercial
El primer juego de la saga, F-Zero, sorprendió al mundo del videojuego cuando se lanzó al mercado en 1990 para la consola Super Nintendo gracias a la rutina gráfica llamada Mode 7, que daba al juego una apariencia tridimensional.
En 1998 apareció F-Zero X para la consola Nintendo 64, y volvió a agradar a la crítica por su acabado gráfico y su sensación de velocidad. Este juego tuvo una expansión solo aparecida en Japón ya que se lanzó para el 64DD, llamada F-Zero X Expansion Kit.
El F-Zero: Maximum Velocity apareció en 2001 para Game Boy Advance y fue la primera vez que la saga saltó a una portátil. Su apariencia no era muy distinta del primer juego de la saga. 
F-Zero GX salió para Gamecube y máquinas recreativas con placa Triforce (F-Zero AX) en 2003 y supuso la primera e histórica colaboración entre las dos antiguas compañías rivales Sega y Nintendo para desarrollar un videojuego conjuntamente.
En 2003 salió a la venta F-Zero: GP Legend segundo juego para Game Boy Advance, basado en la serie anime del mismo nombre. Un año después se lanzó para el mismo sistema F-Zero Climax, inédito fuera de Japón.
En 2023 se publica F-Zero 99 en Nintendo Switch Online. La primera experiencia battle royale online de la franquicia, con 99 jugadores simultáneos compitiendo por la victoria.

## Historia de F-Zero

### Era F-Max
F-Zero X definió la F-Max Grand Prix como la precursora de las carreras F-Zero doscientos años antes, en el siglo 24. De acuerdo con F-Zero GX, el mejor piloto de esta era fue Sterling LaVaughn.

### Era F-Zero original
En el año 2560, la humanidad se ha extendido por el universo, entrando en contacto con diferentes formas de vida, y estableciendo unas fructíferas relaciones tanto culturales y tecnológicas, como comerciales. Los multimillonarios de este tiempo, aburridos de su modo de vida sin emociones, idearon un nuevo entretenimiento basado en las viejas carreras de Fórmula 1. Las nuevas carreras con naves y circuitos plagados de trampas y peligros, comenzaron a llamarse F-Zero Grand Prix.

### "Horrific Grand Finale"
Este hecho no sucede en ningún juego de la saga, pero en F-Zero X se explica la brutalidad de este evento, en el que perdieron la vida catorce pilotos. El único superviviente fue Super Arrow. Tras esta carrera la Federación no permitió realizar más carreras. A pesar de la prohibición, se siguió corriendo de manera clandestina. Con la creación de la Academia de carreras F-Zero se consiguió levantar la suspensión que pesaba sobre estas carreras.

### Era F-Zero X
El original F-Zero Grand Prix terminó, debido a los peligros de este deporte. En otro evento, llamado el Gran Accidente, muchos pilotos acabaron heridos, aunque milagrosamente nadie murió, gracias en parte al Dr. Robert Stewart. Después de algunos años sin volver a celebrarse una carrera, la F-Zero volvió a celebrarse con unas nuevas reglas y regulaciones revisadas.

## Cronología
| 1990 | F-Zero                 |
| 1991 |                        |
| 1992 |                        |
| 1993 |                        |
| 1994 |                        |
| 1995 |                        |
| 1996 | BS F-Zero Grand Prix   |
| 1997 | BS F-Zero Grand Prix 2 |
| 1998 | F-Zero X               |
| 1999 |                        |
| 2000 | F-Zero X Expansion Kit |
| 2001 | Maximum Velocity       |
| 2002 |                        |
| 2003 | F-Zero GX              |
| 2003 | F-Zero AX              |
| 2003 | F-Zero: GP Legend      |
| 2004 | F-Zero Climax          |
| 2005 |                        |
| 2006 |                        |
| 2007 |                        |
| 2008 |                        |
| 2009 |                        |
| 2010 |                        |
| 2011 |                        |
| 2012 |                        |
| 2013 |                        |
| 2014 |                        |
| 2015 |                        |
| 2016 |                        |
| 2017 |                        |
| 2018 |                        |
| 2019 |                        |
| 2020 |                        |
| 2021 |                        |
| 2022 |                        |
| 2023 | F-Zero 99              |

La cronología exacta de los hechos es motivo de discusión entre los fanes, pues con cada nuevo juego se añaden hilos argumentales y nuevos hechos que hacen que situar una cronología exacta sea realmente difícil. Aun así, existen hechos documentados y reafirmados que conectan unos juegos con otros, aunque sigue siendo difícil situar los sucesos de cada juego en una línea cronológica.
- F-Zero (SNES) (1990)

Este primer juego tiene lugar en el año 2560. En F-Zero X se conocería a esta época como los días de la "vieja escuela" de F-Zero, donde las reglas parecían no existir.
- F-Zero X (N64) (1998)

El juego tiene lugar tras el Horrific Grand Finale y siete años después del gran accidente. El Grand Finale fue un evento que tuvo lugar antes de que se estableciera la Academia de carreras F-Zero y sucediera el Gran Accidente durante los hechos del anterior juego. El evento en cuestión se cobró la vida de catorce pilotos, incluyendo a Sterling LaVaughn. Sin embargo, en F-Zero GX, el Grand Finale no es mencionado en ningún momento y sí que dice que Sterling LaVaughn corrió durante los días de la F-Max. Por esto GX es considerado como una continuación ajena a los hechos de F-Zero X, o bien, una secuela alternativa del F-Zero original.
- F-Zero: Maximum Velocity (GBA) (2001)

Este primer juego para GBA es una clara secuela del primer F-Zero. Maximum Velocity tiene lugar veinticinco años después del juego de SNES, en el año 2585. Los jugadores corren contra los descendientes de los corredores originales de F-Zero.
- F-Zero GX (GCN) (2003)

La ambigüedad en la cronología se debe principalmente a los hechos relatados en este juego, pues entran en conflicto con los anteriormente establecidos. Principalmente se debe a la situación en el tiempo del gran accidente.
- F-Zero: GP Legend (GBA) (2003)

Este juego no tiene nada que ver con ninguno de los anteriores, pues tiene lugar en el año 2201, aunque aparecen personajes como Captain Falcon o Zoda. Esto se debe a que está basado en el anime, que tiene el mismo nombre, F-Zero Falcon Densetsu (en Japón, F-Zero GP Legend se llamaba así).
- F-Zero Climax (GBA) (2004)

Es una secuela directa de GP Legend, fue desarrollado por Nintendo y Susak, al igual que los 2 anteriores de Gameboy Advance. La principal novedad de F-Zero Climax es la creación de pistas sin necesidad de un dispositivo externo, además de ser intercambiables mediante cable link.F-Zero Climax solo fue distribuido exclusivamente en Japón.
- F-Zero 99 (Nintendo Switch) (2023)

Battle royale de carreras basado en el primer F-Zero de Super Nintendo, con 99 jugadores simultáneos. Publicado en Nintendo Switch Online.

## Personajes
Cada parte de la trama de esta serie presenta una historia en la que cada personaje de aspecto y atributo diferente da orígenes distintos en el juego. Cada personaje tienen una cosa en común, corren en las carreras más arriesgadas del F-Zero.
Véase Personajes de F-Zero para conocer detalladamente cada corredor y la nave que maneja.

## Juegos
| Título                   | Lanzamiento                                                                                | Sistema           |
| ------------------------ | ------------------------------------------------------------------------------------------ | ----------------- |
| F-Zero                   | 21 de noviembre de 1990 - Japón 13 de agosto de 1991 - EE. UU. 4 de junio de 1992 - Europa | Super NES         |
| F-Zero X                 | 14 de julio de 1998 - Japón 26 de octubre de 1998 - USA 30 de noviembre de 1998 - Europa   | Nintendo 64       |
| F-Zero: Maximum Velocity | 21 de marzo de 2001 - Japón 11 de junio de 2001 - USA 22 de junio de 2001 - Europa         | Game Boy Advance  |
| F-Zero GX                | 25 de julio de 2003- Japón 25 de agosto de 2003 - USA 31 de octubre de 2003 - Europa       | Nintendo GameCube |
| F-Zero AX                | Julio de 2003- Japón Septiembre de 2003 - USA 2003 - Europa                                | Arcade            |
| F-Zero: GP Legend        | 28 de noviembre de 2003 - Japón 4 de junio de 2004 - Europa 20 de septiembre de 2004 - USA | Game Boy Advance  |
| F-Zero Climax            | 21 de octubre de 2004 - Japón                                                              | Game Boy Advance  |
| F-Zero 99                | 14 de septiembre de 2023                                                                   | Nintendo Switch   |

Otros juegos:
| Título                 | Lanzamiento                 | Sistema              |
| ---------------------- | --------------------------- | -------------------- |
| BS F-Zero Grand Prix   | 1996 - Japón                | Satellaview          |
| BS F-Zero Grand Prix 2 | 1997 - Japón                | Satellaview          |
| F-Zero X Expansion Kit | 21 de abril de 2000 - Japón | Nintendo 64DD        |
| Zero Racers            | Cancelado                   | Nintendo Virtual Boy |

## Cameos de F-Zero
Captain Falcon ha aparecido en los cinco juegos de la saga Super Smash Bros. En el de Nintendo 64 lo hacía como personaje secreto; en Super Smash Bros. Melee de Nintendo GameCube como personaje básico, acompañado de dos escenarios de la saga: Mute City y Big Blue; en Super Smash Bros. Brawl además ser un personaje secreto, aparece Samurai Goroh como ayudante. Luego, sale en Super Smash Bros 3DS/Wii u como personaje inicial. Y por último, en Super Smash Bros. Ultimate vuelve a aparecer como personaje secreto. Por supuesto, además de los personajes también hay escenarios ambientados en éstos juegos. Uno de ellos, por nombrar, es Port Town Aero Dive. Solo Nintendo 64 sufrió la falta de escenario de personajes secretos.
WarioWare, Inc.: Mega Microgame$ y Mega Party Game$ contienen minijuegos basados en F-Zero. Los vehículos Blue Falcon y Fire Stingray se pueden ver en Super Mario RPG: Legend of the Seven Stars. En la parte trasera de la posada de Hinopio, en lo profundo de Barrel Vocano, estos vehículos, junto a un Arwing, están dispuestos como maquetas sobre unas cajas.
F-Zero y la saga Star Fox tienen algunas similitudes dentro de sus mundos ficticios. El personaje de F-Zero, James McCloud, guarda cierto parecido con el padre de Fox McCloud (además de llamarse igual) y su vehículo se asemeja a un Arwing. Tanto las naves de F-Zero como los Arwings de Star Fox usan el ficticio sistema G-Diffuser desarrollado por Space Dynamics. En el juego Star Fox Command uno de los posibles finales es que Fox y Falco se convierten en corredores de "G-Zero Grand Prix", que fue el antiguo nombre usado en un juego de la saga F-Zero que fue cancelado: Zero Racers. En ese mismo Star Fox, aparece un corredor de F-Zero, Octoman.
En Mario Kart Wii y en el DLC de Mario Kart 8 uno de los karts es el Blue Falcon del Capitán Falcon. También en el mismo DLC de Mario Kart 8 aparecen Mute City y Big Blue.
en el videojuego de Bandai Namco, Tekken Tag Tournament 2 aparece el disfraz del Capitán Falcon solo en la edición de Wii U.

## Anime
F-zero tuvo un anime de televisión japonesa llamada F-Zero GP Legend animada por Ashi Productions. Esta serie sirvió a su vez como modelo para un nuevo juego de la saga, titulado con el mismo nombre.
La serie fue licenciada por 4Kids Entertainment en Estados Unidos y consta de 51 episodios.
El detective de policía Ryu Suzaku (Rick Wheeler en la adaptación de 4Kids) es uno de los protagonistas.  Sufre un accidente automovilístico casi fatal mientras persigue a un criminal fugitivo llamado Zoda. Ryu casi muere y se pone en suspensión criogénica hasta que Jody Summer y el Dr. Stewart, miembros de Mobile Task Force, lo reviven en el año 2201. El Grupo de trabajo intenta mantener el dinero del premio fuera del alcance de personas desagradables como la Organización Dark Million dirigida por Black Shadow y Deathborn. Esa organización es responsable de la evolución criogénica del viejo enemigo de Ryu, Zoda, lo que llevó a Ryu a unirse al Grupo de trabajo para ayudar a acabar con Zoda y el resto de Dark Million. Mientras persigue sus objetivos, Ryu se encuentra inesperadamente con el legendario corredor y cazarrecompensas Capitán Falcon, así como con varios otros corredores en el camino.
El Capitán Falcon es uno de los protagonistas y está envuelto en misterio. Cuando no está compitiendo, trabaja en un bar que posee bajo el nombre de Bart (Burt en la adaptación de 4Kids) Lemming. Más tarde se revela que él es Andy Summer, el hermano de Jody, quien supuestamente murió en el accidente que giró en torno a Zoda (sin que el resto de Mobile Task Force lo supiera durante la mayor parte de la serie). Lucha constantemente contra Black Shadow y la Organización Dark Million y, a menudo, echa una mano a la Task Force. Hacia el final de la serie, el Dr. Stewart le cuenta a Ryu "La Leyenda del Halcón". Según la leyenda, el Capitán Falcon y Black Shadow son encarnaciones de la luz y la oscuridad y, a la manera de Yin y Yang, no pueden derrotarse entre sí. Además, al comienzo del Universo, después del Big Bang, se crearon seis poderosos objetos llamados "Reactor Mights", y el que los controla a todos gana un poder inimaginable. También se revela que Ryu Suzaku es "El Salvador" del Universo y está destinado a finalmente inclinar la balanza a favor de Falcon. Durante la batalla final, Falcon y Ryu se unen para destruir el Dark Matter Reactor de Black Shadow con sus Reactor Mights recolectados. Pero antes de que el Capitán Falcon pelee con Black Shadow, Falcon le dice a Ryu que el nombre de "Capitán Falcon" es un título otorgado solo a los mejores, que "solo el que puede superar a Falcon puede convertirse en Falcon". Después de decirle esto a Ryu, Falcon procede a luchar contra Black Shadow que termina con la derrota de Black Shadow y el sacrificio del Capitán Falcon. Poco después de la batalla, Ryu se convierte en el nuevo Capitán Falcon y conductor del Blue Falcon.